# Painted Ruins
Painted Ruins è il quinto album in studio del gruppo indie rock statunitense Grizzly Bear, pubblicato nel 2017.

## Tracce
1. Wasted Acres – 2:52
2. Mourning Sound – 4:22
3. Four Cypresses – 4:48
4. Three Rings – 4:48
5. Losing All Sense – 5:06
6. Aquarian – 4:18
7. Cut-Out – 3:46
8. Glass Hillside – 4:54
9. Neighbors – 4:44
10. Systole – 3:16
11. Sky Took Hold – 5:33